# Setophaga tigrina
La parula di Cape May (Setophaga tigrina (Gmelin, 1789)) è un uccello passeriforme della famiglia Parulidae.

## Distribuzione e habitat
Nidifica nel Nord America settentrionale, nelle parti più occidentali nel sud del Canada, della regione dei Grandi Laghi e del New England. È un uccello migratore, che durante la stagione non riproduttiva si sposta verso la parte più meridionale degli Stati Uniti e verso i Caraibi.